# Sobór św. Włodzimierza w Nowoczeboksarsku
Sobór Świętego Równego Apostołom Księcia Włodzimierza – prawosławny sobór w Nowoczeboksarsku, w eparchii czeboksarskiej Rosyjskiego Kościoła Prawosławnego.

## Historia
Świątynia została zbudowana w latach 1990–1996, według projektu Anatolija B. Oresznikowa. Dolna cerkiew (pod wezwaniem św. Mikołaja Cudotwórcy) została poświęcona 28 lipca 1994. Głównej konsekracji całego obiektu dokonał 25 czerwca 1996 patriarcha moskiewski i całej Rusi Aleksy II, jednocześnie nadając świątyni status soboru.

## Architektura

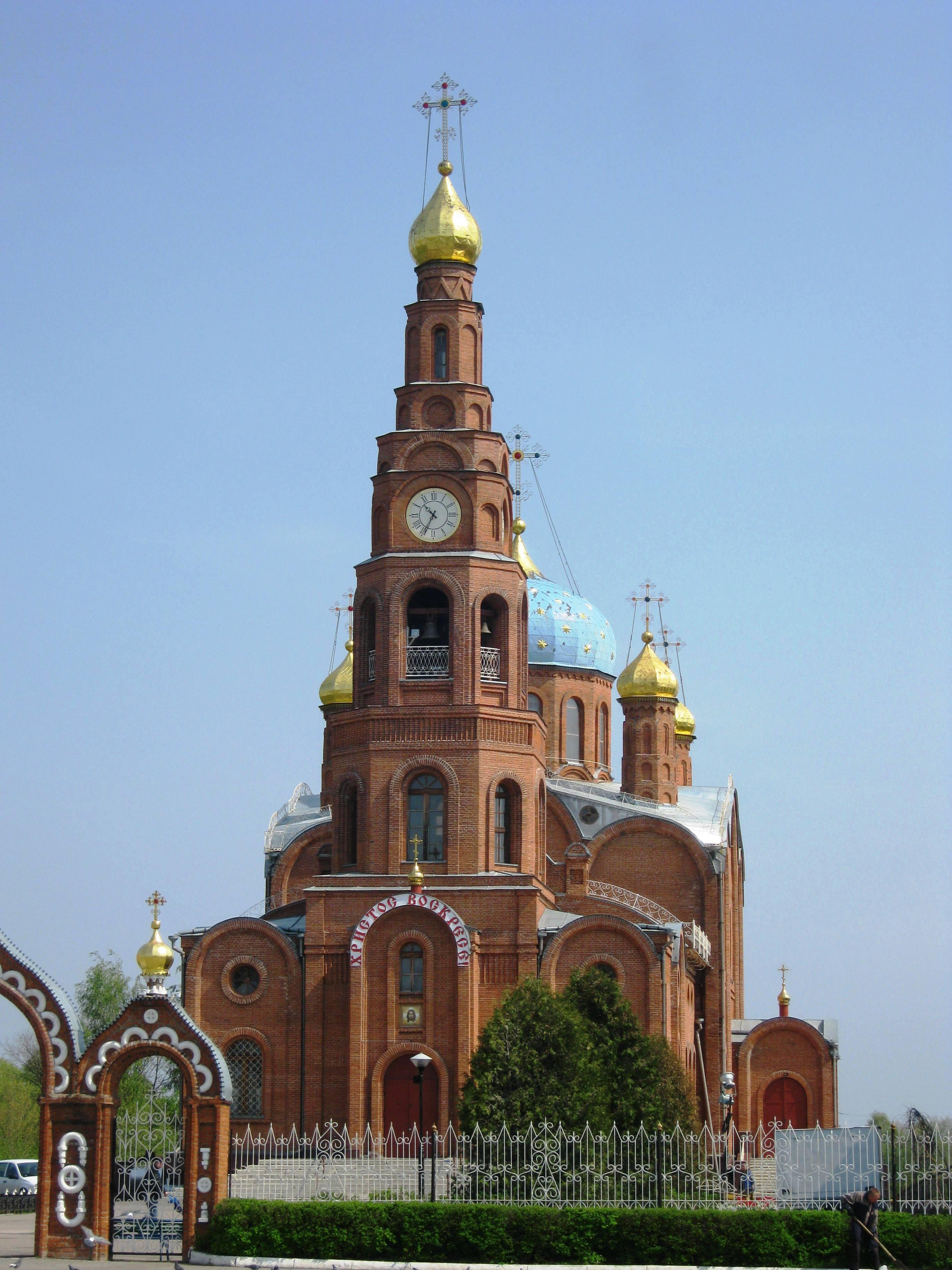
Sobór od frontu

Budowla na planie krzyża, murowana, dwukondygnacyjna. Od frontu, nad przedsionkiem wznosi się 43-metrowa wieża-dzwonnica, na której zawieszono około 20 dzwonów (największy o masie 7 ton). Nad częścią nawową znajduje się 5 kopuł. Sobór posiada trzy ołtarze: św. Włodzimierza (główny), Ikony Matki Bożej „Szybko Spełniająca Prośby” oraz św. Mikołaja Cudotwórcy (w dolnej cerkwi).

## Otoczenie
W sąsiedztwie soboru znajdują się:
- czasownia ze źródłem;
- kaplica św. Proroka Eliasza – wzniesiona na miejscu tymczasowej drewnianej cerkwi, funkcjonującej od 1989 do czasu zbudowania soboru;
- drewniana kaplica (zbudowana w 2014, poświęcona 19 stycznia 2015) z pomieszczeniami przeznaczonymi na kąpiele chrzcielne w święto Objawienia Pańskiego.